# نیکولای پولیاکوف
نیکولای پولیاکوف (انگلیسی: Nikolay Polyakov؛ زادهٔ ۱۴ ژوئن ۱۹۵۱) قایقران قایق بادبانی اهل استونی است.